# 尼崎藩
尼崎藩（日语：／ Amagasaki han */?）是日本攝津國川邊郡、武庫郡、菟原郡、八部郡及有馬郡的一個藩。藩廳是尼崎城。

## 歷史
大阪之役後，池田利隆部下建部政長獲分封於尼崎1萬石，1617年移封至播磨國林田藩，而戶田氏鐵則由近江國膳所藩，移封尼崎5萬石。1635年，氏鐵移封至美濃國大垣藩。遠江國掛川藩主青山幸成封移封尼崎，新開墾的土地使石高增至5萬4千石，後來給同族6千石，石高為4萬8千石。
1711年青山氏第四代藩主。青山幸秀移封到信濃國飯山藩。代替的是松平忠喬。1868年向朝廷恭順，藩主改性櫻井。1871年廢藩置縣後，成為了尼崎縣，一年後成為了兵庫縣的一部份。

## 藩主

### 建部家
外樣 1万石 （1615年 - 1617年）
1. 政長

### 戶田家
譜代 5万石 （1616年 - 1635年）
1. 氏鐵

### 青山家
譜代 5万石→5万4千石→4万8千石 （1635年 - 1711年）
1. 幸成
2. 幸利
3. 幸督
4. 幸秀

### 松平（櫻井）家
譜代 4万8千石→4万石→4万5千石 （1711年 - 1871年）
1. 忠喬
2. 忠名
3. 忠告
4. 忠宝
5. 忠誨
6. 忠榮
7. 忠興